# Esa clase de amor
Esa clase de amor es una película italiana dirigida en 1972 por Alberto Bevilacqua.
Esa clase de amor es la segunda obra en colaboración entre Ennio Morricone y Alberto Bevilacqua iniciada con la película La Califa (1970) Originalmente, Bevilacqua no es un director de cine, sino un famoso escritor que decidió hacer películas basadas en sus novelas de mayor éxito.

## Sinopsis
Federico y Giovanna es una joven pareja en crisis, él (Ugo Tognazzi) interpreta al hijo de un honesto hombre antifascista de la época de 1930 (también interpretado por Tognazzi), que ha sufrido muchísimo por sus creencias, a causa de sus ideas de libertad y de justicia. Ella es la hija de un industrial muy rico, alguien bastante superficial. Él quiere despojarse de todos los sentimientos de compasión que le embargan, no quiere estar atormentado de la misma forma que su padre. Tognazzi se apresura a casarse con la hija malcriada (Jean Seberg), de un hombre rico. La miseria que asiste a este emparejamiento conduce Tognazzi a desertar de su recién adquirido y protegido estilo de vida. Regresa a la casa de su padre en la ciudad, Giovanna le sigue. Giovanna entra en contacto con un mundo de cosas reales y de sentimientos, tan diferentes del vacío mundo en el que ella ha vivido que hacen posible la reconciliación con su marido. También Federico, visitando a su padre, encuentra de nuevo su dignidad, pérdidendo la protección de su suegro. A lo largo de la película, se utilizan flashbacks que muestran los motivos que llevaron a Tognazzi a encarcelar sus verdaderos sentimientos.

## Premios
- 1972 - Premio "David" a la Mejor Película, junto a La clase obrera va al paraíso (1971) (Premios David de Donatello)
- 1973 - Premio "Silver Ribbon" al Mejor Guion y Premio "Silver Ribbon" al Mejor Argumento Original (Italian National Syndicate of Film Journalists)